# Delaware State Route 273
Die Delaware State Route 273 (kurz DE 273) ist eine in Ost-West-Richtung verlaufende State Route im US-Bundesstaat Delaware.

## Verlauf
Nach dem Übergang an der Maryland State Route 273 östlich von Fair Hill verläuft die DE 273 vorbei am historischen Thomas Phillips Mill Complex in Richtung des Zentrums der Stadt Newark. Gemeinsam mit der Delaware State Route 2 durchquert die Straße auf der Delaware Avenue das Zentrum und passiert neben der St. Thomas Episcopal Church und dem State Theater auch das Aetna House. Auf der Library Avenue trifft die State Route auf die DE 72, bevor sie auf der Ogletown Road Newark in östlicher Richtung verlässt.
Etwa einen Kilometer südlich der Überquerung der Wilmington/Newark Line der SEPTA Regional Rail kreuzt die DE 273 in Ogletown die Delaware State Route 4. Nordwestlich der Ortschaft Christiana trifft die State Route die Trasse der Interstate 95 und des Delaware Turnpikes. Im Süden des Ortes überquert die Straße den Christiana River und kreuzt nach etwa einen Kilometer zunächst die State Route 7 und im Anschluss westlich des Lewden Greene Parks die Trasse der Delaware State Route 1. Etwa 500 Meter östlich des Parks zweigt die DE 37 in nordöstlicher Richtung ab.
Auf der Frenchtown Road passiert die Straße die New Castle Air National Guard Base und trifft dabei westlich des Stützpunktes auf die State Route 58 und östlich auf die U.S. Highways 13 und 40. Im Westen der Stadt New Castle zweigt zunächst die Delaware State Route 141 in Richtung Norden ab, bevor die DE 273 im Stadtzentrum an der Delaware State Route 9 nach 20 Kilometern endet.